# Judo-Europameisterschaften der Frauen 1986
Die Judo-Europameisterschaften 1986 der Frauen fanden vom 15. bis 16. März 1986 in London statt. Es war das letzte Mal, dass die Europameisterschaften für Frauen und Männer getrennt ausgetragen wurden.
Die Mannschaft aus dem Gastgeberland stellte zwei Titelträgerinnen. Die Französin Béatrice Rodriguez konnte ihren Titel aus dem Vorjahr erfolgreich verteidigen, Brigitte Deydier gewann den dritten Titel in Folge.

## Ergebnisse
| Gewichtsklasse                 | Gold                  | Silber              | Bronze                                 |
| ------------------------------ | --------------------- | ------------------- | -------------------------------------- |
| Superleichtgewicht (bis 48 kg) | Karen Briggs          | Dolores Veguillas   | Anita van der Pas Fabienne Boffin      |
| Halbleichtgewicht (bis 52 kg)  | Dominique Maaoui-Brun | Edith Hrovat        | Loretta Doyle Joanna Majdan            |
| Leichtgewicht (bis 56 kg)      | Béatrice Rodriguez    | Domenica Soraci     | Maria Gontowicz Ann Hughes             |
| Halbmittelgewicht (bis 61 kg)  | Diane Bell            | Ann De Brabandere   | Céline Géraud Gabi Ritschel            |
| Mittelgewicht (bis 66 kg)      | Brigitte Deydier      | Alexandra Schreiber | Cristina Fiorentini Elisabeth Karlsson |
| Halbschwergewicht (bis 72 kg)  | Irene de Kok          | Barbara Claßen      | Laetitia Meignan Ingrid Berghmans      |
| Schwergewicht (über 72 kg)     | Beata Maksymow        | Sandra Bradshaw     | Isabelle Paque Regina Sigmund          |
| Offene Klasse                  | Irene de Kok          | Roswitha Hartl      | Karin Kutz Christine Cicot             |

## Medaillenspiegel
| Rang | Land                   | Gold | Silber | Bronze | Gesamt |
| ---- | ---------------------- | ---- | ------ | ------ | ------ |
| 1    | Frankreich             | 3    | –      | 5      | 8      |
| 2    | Vereinigtes Königreich | 2    | 1      | 2      | 5      |
| 3    | Niederlande            | 2    | –      | 1      | 3      |
| 4    | Polen                  | 1    | –      | 2      | 3      |
| 5    | BR Deutschland         | –    | 2      | 3      | 5      |
| 6    | Österreich             | –    | 2      | –      | 2      |
| 7    | Italien                | –    | 1      | 1      | 2      |
| 7    | Belgien                | –    | 1      | 1      | 2      |
| 9    | Spanien                | –    | 1      | –      | 1      |
| 10   | Schweden               | –    | –      | 1      | 1      |
|      | Total                  | 8    | 8      | 16     | 32     |